# Jorge Toriello Garrido
Jorge Toriello Garrido (Ciudad de Guatemala, 23 de abril de 1908-ibídem, 16 de junio de 1998) fue un empresario, comerciante y político guatemalteco, que fue uno de los tres miembros que conformaron la Junta Revolucionaria de 1944, que terminó con los regímenes liberales en Guatemala el 20 de octubre de 1944.  La junta gobernó del 20 de octubre al 15 de marzo de 1945, cuando entregó el poder al presidente electo, Dr. Juan José Arévalo Bermejo.

## Participación en la Revolución de Octubre

### Muerte de Alejandro Córdova
En la madrugada del 1 de octubre de 1944, Alejandro Córdova y el industrial Fredy Koenisberger asistieron a una reunión y a eso de las 3 de la mañana se dirigieron a la Villa de Guadalupe, donde vivía Córdova.  Cuando estacionaron frente al chalet las Gardenias fueron interceptados por un grupo de hombres armados. Uno de ellos les dijo: “Dos palabras”. Y Córdova le respondió: «¿Qué quiere, amigo?»  Entonces les dispararon
Los autores del atentado corrieron hacia una camionetilla que los esperaba los esperaba Humberto Mendizábal Amado; se dirigieron al Tercer Destacamento de Policía, en el barrio de San Pedrito y dejaron abandonada la camionetilla.  Momentos después se despidieron y Paiz Madrid, jefe del grupo, les dijo que tenían que separarse y que no olvidaran presentarse al despacho del coronel Evaristo Orozco para informarle de que habían cumplido la misión. Todos los autores materiales fueron capturados al caer el gobierno de Ponce Vaides el 20 de octubre de 1944, pero Madrid y del Cid escaparon de la cárcel.

### Caída de Ponce Vaides
De julio a septiembre del mismo año, el general Ponce Vaides comenzó a dictar medidas coercitivas contra la ciudadanía, apoyado por el Partido Liberal Progresista, con el objeto de perpetuarse en el poder. Varios oficiales militares de rango intermedio de alta en el batallón de la Guardia de Honor, comenzaron a cambiar impresiones y a proponer soluciones para evitar el entronamiento de una nueva dictadura en el país.  Entre los militares estaban Manuel J. Pérez, mayor Carlos Aldana Sandoval, capitán Jacobo Arbenz y Francisco Javier Arana, a quienes se sumó prácticamente toda la oficialidad de aquel cuerpo militar.  Algunos se encargaron de mantener contactos con diversos activistas civiles que colaborarían durante la lucha armada. Los enlaces principales que mantuvieron fueron los militares de baja Jacobo Arbenz Guzmán y Enrique de León Aragón. Además, el hombre de negocios Jorge Toriello, el dirigente obrero Silverio Ortiz, el doctor Julio Bianchi y un grupo de estudiantes encabezados por Mario y Julio César Méndez Montenegro, Oscar de León Aragón y Julio Valladares Castillo, entre otros.
En la noche anterior al 20 de octubre de 1944, después de coordinar las unidades que estarían en combate, de comprobar las comunicaciones, adjudicar misiones y objetivos de establecer un puesto de mando, los mayores decidieron iniciar las operaciones de acuerdo con el plan estratégico establecido, sin la asistencia del mayor Aldana Sandoval y del coronel Humberto Díaz, quienes por diversas razones no estuvieron presentes en la hora convenida: dos piezas de artillería fueron situadas en la zona 5 para cañonear el Castillo de Matamoros mientras que dos tanques cubrían el frente del cuartel para evitar fugas; desde los altos del Cerrito de Buena Vista, otras dos unidades bombardearon el Castillo de San José, también sitiado por otro par de tanques. Fue neutralizado el campo de aviación del Aeropuerto Internacional La Aurora y luego fueron ubicados cuatro cañones más contra Matamoros y el Castillo de San José, produciendo, en ambos, estragos materiales en los edificios y una considerable cantidad de bajas entre muertos y heridos. Finalmente, fueron colocados cuatro tanques frente al Palacio Nacional con la orden de atacar en caso de encontrar resistencia.
En cuanto a Árbenz, Jorge Toriello y el teniente Enrique de León Aragón, estos estuvieron repartiendo armas a los civiles que las solicitaban para unirse a la lucha. Los primeros civiles que se incorporaron a la lucha armada fueron quince estudiantes universitarios que llegaron a la Guardia de Honor a las dos de la mañana, quienes fueron armados inmediatamente. Otro contingente civil muy valioso fue el constituido por obreros armados liderados por el legendario dirigente Silverio Ortiz Entre todos ellos lograron reunir ochocientos hombres que pelearon en diversos barrios de la ciudad, entre otros,  «La Palmita»,  «La Reformita»,  «Santa Cecilia» y en las calles céntricas, enfrentándose a la policía nacional y a los francotiradores que cobraron muchas vidas humanas. El contingente obrero estuvo integrado por albañiles, carreteros, maestros, tipógrafos, ferrocarrileros, jornaleros y toda una amplia gama de oficios.
En las primeras horas de la mañana del 20 de octubre, el Castillo de Matamoros elevó la bandera blanca en señal de redención y a las 10:30 a. m. hizo lo mismo el Castillo de San José. Algunos hechos callejeros violentos por parte de la resistencia obligaron al ejército revolucionario a integrar con estudiantes y maestros un cuerpo de vigilancia llamado  «Guardia Cívica»  que patrulló la Ciudad de Guatemala desde la noche del 20 de octubre en adelante, en sustitución de la policía nacional. Los boy scouts también pusieron su grano de arena dirigiendo el tráfico en las esquinas más concurridas y las mujeres guatemaltecas merecieron una mención especial debida a su labor como ayudantes de enfermería en los hospitales y puestos de socorro.
Después de la rendición de los dos bastiones militares defensores del gobierno de Federico Ponce, el mandatario y su gabinete levantaron la bandera blanca del cese de hostilidades. Para ello fue necesario que los combatientes revolucionarios llegaran al acuerdo de integrar un mando unificado integrado por Francisco Javier Arana, representando a los jóvenes oficiales de la Guardia de Honor, y Jacobo Árbenz Guzmán y Jorge Toriello Garrido, en representación de los sectores militares democráticos egresados de la Escuela Politécnica, así como a los estudiantes, obreros y políticos que coadyuvaron a derrocar los gobiernos de Jorge Ubico y Ponce Vaides.
Los dirigentes exigieron telefónicamente la renuncia escrita de Ponce Vaides, desde la embajada de Estados Unidos. Después de solicitar la mediación del cuerpo diplomático y de cuatro horas de negociación, ambas partes acordaron los términos de la rendición del gobierno y el cese total de hostilidades de las fuerzas militares que lo apoyaron.

### Junta revolucionaria de gobierno
Luego de estos sucesos se difundió la noticia de que Ponce Vaides había solicitado asilo político en México y el gobierno había sido tomado por un triunvirato compuesto por un civil y dos militares: el civil Toriello Garrido, el mayor Francisco Javier Arana y el capitán Jacobo Árbenz Guzmán.
Las principales funciones del gobierno de transición fueron, derogar los decretos que había realizado la administración anterior. Convocó a una Asamblea Nacional Constituyente que produjo una nueva Carta Magna. Quedó instituida la Junta Revolucionaria del 20 de octubre de 1944, con el propósito de garantizar a los guatemaltecos un marco constitucional para llevar a Guatemala a una democracia representativa. Entre los decretos más importantes que firmó la Junta Revolucionaria se encuentran:
- Decreto n.º 1 Disolución de la Asamblea Nacional y convocatoria para elección de Diputados para integrar la Asamblea Revolucionaria.
- Decreto n.º 7 Se deroga el Decreto n.º 1474 desde el primero de enero de 1945, anulando el servicio personal (trabajo forzoso) por pago de impuesto de vialidad.
- Decreto n.º 12 Se otorga autonomía a la Universidad Nacional, que pasa a llamarse Universidad de San Carlos de Guatemala.

#### Constitución de 1945
Los dirigentes del movimiento armado de octubre formaron una junta de gobierno que conservó el mando de la República hasta el 15 de marzo de 1945. Durante este período se promulgó la nueva Constitución de la República de Guatemala que fue redactada y aprobada por una Asamblea Nacional Constituyente, y en la cual figuraron elementos de todas las clases sociales y corrientes políticas.
Entre otras cosas, la nueva Constitución autorizó la organización de sindicatos, los cuales estaban prohibidos en los gobiernos liberales y creó el cargo de jefe de las fuerzas armadas.

## Premios
- Orden del Quetzal en grado de Gran Cruz (1989)